# بينغت أندرسون (راكب الكنو)
بينغت أندرسون (بالسويدية: Bengt Andersson)‏ هو راكب الكنو سويدي، ولد في 6 نوفمبر 1961 في فيستيروس في السويد.

## وصلات خارجية
- بينغت أندرسون على موقع اللجنة الأولمبية الدولية (الإنجليزية)
- بينغت أندرسون على موقع أوليمبيديا (الإنجليزية)
- بينغت أندرسون على موقع اللجنة الأولمبية السويدية (السويدية)